# Den paralympiska symbolen

Den paralympiska symbolen.

Den paralympiska symbolen är de paralympiska spelens officiella emblem. Den består av tre agito i rött, blått och grönt, de vanligaste färgerna i världens nationsflaggor.
En agito, från latinets sätta i rörelse, symboliserar  rörelse och liknar en asymmetrisk halvmåne. Symbolen skapades av Scholz & Friends och godkändes i april 2003. Den har använts i publikationer och på produkter sedan 2003 men infördes först officiellt vid de paralympiska vinterspelen 2006 i Turin i Italien.

## Tidigere symboler

Symbolen med fem tae-geuk användes åren 1988-1994.

Symbolen med tre tae-geuk användes åren 1994-2004.

De tidigare symbolerna baserades på de traditionella koreanska tae-geuk som utgör hälften av yin och yang. Den första symbolen bestod av fem tae-geuk i samma mönster och färger som de olympiska ringarna. Den introducerades vid de paralympiska sommarspelen 1988 i Seoul i Sydkorea. År 1991 krävde den Internationella olympiska kommittén (IOC) att symbolen skulle ändras eftersom den var för lik de olympiska ringarna och  efter de paralympiska vinterspelen 1994 i Lillehammer i Norge ändrades den till en med tre tae-guek. Den användes sista gången vid de paralympiska sommarspelen 2004 i Aten i Grekland.
Varje utgåva av de paralympiska spelen har dessutom sin egen symbol.